# خودروهای ریلی سی‌آرآرسی چانگ‌چون
خودروهای ریلی سی‌آرآرسی چانگ‌چون (چینی: 中车长春轨道客车股份有限公司) یک سازنده خودروهای ریلی چینی و بخشی از شرکت سی‌آرآرسی است. درحالی‌که CRV در سال ۲۰۰۲ در این شرکت ادغام‌شد، ریشه‌های این شرکت به شرکت خودرو چانگچون در سال ۱۹۵۴ بازمی‌گردد. این شرکت قبل از ادغام با شرکت سی‌اس‌آر برای تشکیل سی‌آرآرسی بخشی از شرکت سی‌ان‌آر شد. این شرکت در چین و خارج از کشور، انواعی از خودروهای ریلی از جمله لوکوموتیو، اتومبیل‌های سواری، قطار خودگرانشی، وسایل نقلیه مترو و قطار سبک شهری را تولید کرده‌است. این شرکت از چندین تولیدکننده خارجی خودروهای ریلی، از جمله بمباردیه ترنسپورتیشن، آلستوم و زیمنس، انتقال فناوری انجام داده‌است.